# إرنستو فيغيريدو
إرنستو دي فيغيريدو (بالبرتغالية: Ernesto Figueiredo‏) (ولد في 6 يوليو / تموز 1937) هو لاعب كرة القدم برتغالي متقاعد يلعب في مركز الهجوم.

## روابط خارجية
- إرنستو فيغيريدو على موقع قاعدة بيانات كرة القدم.إي يو (الإنجليزية)
- إرنستو فيغيريدو على موقع ناشيونال فوتبول تيمز (الإنجليزية)
- إرنستو فيغيريدو على موقع Soccerway.com (الإنجليزية)
- إرنستو فيغيريدو على موقع عالم كرة القدم.نت (الإنجليزية)